# 싼충구

싼충구의 위치

싼충구(한국어: 삼중구, 중국어: 三重區, 병음: Sānchóng Qū)는 중화민국 신베이시의 구이다. 타이베이시의 위성 도시로서 개발이 진행되어, 타이완 중남부로부터의 이주자가 많다. 넓이는 16.317km2이고, 인구는 2015년 8월 기준으로 388,387명이다.

## 지리
싼충구는 북서쪽으로 루저우구, 우구구, 서쪽으로 신좡구, 남쪽으로 반차오구, 동쪽으로 타이베이시 스린구, 다퉁구, 완화구와 접한다.

## 역사
싼충은 단수이 서안에 펼쳐진 대만의 중심지였고 맹갑(艋舺)이나 대도(大稲)의 대안에 위치하고 있다. 싼충이 사서에 처음으로 출현하는 것은, 정성공 시대의 1661년이다. 당초에는 신장의 두중포(頭重埔, 포는 미개발의 평지를 나타내는 대만어)를 시작으로 개발이 진행되었고 이후 이중포(二重埔), 마지막으로 삼중포(三重埔)가 개발되었다.
1889년, 유명전이 대만 순무였던 때에 철도 건설을 위해서 삼중과 대도 사이에 담수 목교(현재의 타이베이 교)를 건설해, 싼충의 농산물 물류 발전에 크게 기여했다. 이 다리는 목교였기 때문에 큰 비 등의 재해로 가끔 피해를 받아, 일본 통치 시대에 철도 노선이 변경되어 싼충에서의 철도가 자취를 감추게 되었다.
일본 통치 시대에 싼충은, 타이베이 지역의 재스민이나 감귤류의 집산지였고 당시 대안의 대도에서 차잎 재배가 융성해 그 가공에 필요한 재스민의 재배가 번성했다. 그러나 그 후 식량 증산 정책이 추진되면서 재스민 재배가 불필요해졌고 현재는 소멸되었다.
1947년 4월 1일에 루저우로부터 독립해, 싼충진이 설치되었고 1962년에 현할시로 승격해 현재에 이르고 있다.

## 경제
싼충은 고속도로의 기점으로 남북으로 교통이 편리하고, 또 인접하는 타이베이시라는 시장을 안고 있다는 유리한 조건 때문에 외부로부터의 유입 인구가 많은 도시이다. 1960년대에는 타이베이 교 아래에 일용 노동자가 모였으며 많은 날에는 1만이 넘는 노동자가 단수이허를 넘어 타이베이 시내에서 건축업에 종사하고 있었다.
1970년대, 1980년대에 고도 경제성장을 맞이하면서 당시의 타이완성 주석이었던 셰둥민의 공업 진흥 정책하에 싼충에는 많은 작은 공장이 성립해 타이완의 공업제품 부품의 대부분을 생산하는 거점이 되었다. 현재에도 광복로를 중심으로 다양한 공장이 나란히 서있는 공업 도시로서 발전하고 있다.

## 교육
- 국립공중대학

## 교통
- 타이베이 첩운 중허신루선
- 타오위안 국제공항 첩운
- 국도 1호선

## 같이 보기
- 신베이시